# Pica tibetana
Ochotona thibetana és una espècie de pica de la família dels ocotònids que viu a la Xina, a l'Índia i, possiblement també, a Bhutan.